# Championnat du Vietnam de football
Le championnat du Vietnam de football (connu pour des raisons de sponsoring comme la LPBank V.League 1) a été créé en 1980. Il est professionnel depuis décembre 2000.

## Polémiques

### Controverse de 2013
Après que le Xuân Thành Sài Gòn a été pénalisé par la VFF pour ce que la fédération considérait comme un comportement non sportif de la part du club lorsqu'il a aligné une équipe non compétitive lors de leur rencontre de la journée 20 avec le Sông Lam Nghệ An, les responsables du club ont annoncé que le club se retirerait de la ligue. Le 22 août 2013, la VFF a approuvé la demande de retrait de Xuân Thành Sài Gòn. Les matchs auxquels le club a participé ont été annulés. La VFF débat toujours de la question de savoir si le club de dernière place sera relégué en V.League 2, bien que le règlement de la ligue stipule que le club à la 12e place serait le seul relégué lors de la campagne de 2013.
La relégation a été annulée pour la campagne de 2013 après que le Xuân Thành Sài Gòn se soit retiré de la V.League 1 avant la fin de la saison. QNK Quảng Nam, Than Quảng Ninh et Hùng Vương An Giang, en tant que vainqueur, premier et deuxième dauphin respectivement, ont été promus à partir de la saison 2013 V.League 2. Kienlongbank Kiên Giang n'a pas demandé à participer à la campagne de 2014 et a ensuite fait faillite pendant la saison morte.

### Scandale de match truqué en 2014
Vissai Ninh Bình a écrit à la Fédération vietnamienne de football (VFF) et à la Société par actions conjointe de football professionnel du Vietnam pour demander l'autorisation de cesser leur participation à la ligue ainsi qu'à la Coupe de l'AFC en raison de la participation de 13 joueurs à des matchs truqués. Ils avaient disputé huit matchs de championnat et étaient troisièmes en partant du bas à ce moment-là. À la suite de leur retrait de la ligue, tous leurs résultats ont été déclarés nuls et non avenus.
En raison du scandale de match truqué et du retrait de Vissai Ninh Bình, il a été décidé que l'équipe en dernière position à la fin de la saison participerait à un match de barrage contre l'équipe arrivée troisième de la première division pour avoir le droit de jouer en V-League la saison prochaine.

### Match Hô Chi Minh Ville-Long An de 2017
Lors de la 6e journée de la saison 2017, Hô Chi Minh-Ville et Long An se sont affrontés sur la pelouse de Thong Nhat. Les clubs luttaient alors pour le maintien, étant respectivement 12e et 11e (le 14e était relégué). Le score était de 2-2 à la 81e minute quand un penalty fut accordé par l'arbitre Nguyen Trong Thu après une faute de Nguyen Minh Trung (joueur de Long An) sur Rod Dyachenko (joueur de Hô Chi Minh-Ville) dans la surface de réparation. Les joueurs de Long An contestent la décision et, mécontents de la situation, décident de ne plus jouer le match. Le gardien tourne le dos lors du penalty qui est transformé par Victor Ormazabal. Deux autres buts sont marqués dans le temps additionnel par les joueurs de Hô Chi Minh-Ville alors que les joueurs de Long An ne reprennent pas le jeu. Le match se finit sur un score de 5-2.
Le match provoque des réactions à l'international. Au niveau national, la légende du football vietnamien Lê Cong Vinh (par ailleurs directeur sportif du club de Hô Chi Minh-Ville) s'excuse aux spectateurs présents. Le gardien Minh Nhut qui avait refusé d'arrêter le penalty et le capitaine Huynh Quang Thanh sont suspendu durant deux ans alors que Long An reçoit une amende de 100 millions de dongs.

## Palmarès
- 1980 : Tông Cuc Düòng Sát
- 1981/82 : Câu Lac Bô Quân Dôi
- 1982/83 : Câu Lac Bô Quân Dôi
- 1984 : Công An Hà Nôi
- 1985 : Cong Nghiep Ha Nam Dinh
- 1986 : Cang Sai Gon
- 1987 : Câu Lac Bô Quân Dôi
- 1988 : Championnat non disputée
- 1989 : FC Đồng Tháp
- 1990 : Câu Lac Bô Quân Dôi
- 1991 : Hai Quan
- 1992 : Công Nhân Quãng Nam Dà Nãng
- 1993/94 : Cang Sai Gon
- 1995 : Công An Thành Phô Hô Chí Minh
- 1996 : FC Đồng Tháp
- 1997 : Cang Sai Gon
- 1998 : Câu Lac Bô Quân Dôi
- 1999/00 : Sông Lam Nghệ An
- 2000/01 : Sông Lam Nghệ An
- 2001/02 : Cang Sai Gon
- 2003 : Hoàng Anh Gia Lai
- 2004 : Hoàng Anh Gia Lai
- 2005 : Gạch Đồng Tâm Long An
- 2006 : Gạch Đồng Tâm Long An
- 2007 : Binh Duong FC
- 2008 : Binh Duong FC
- 2009 : Đà Nẵng Club
- 2010 : T&T Hanoi
- 2011 : Sông Lam Nghệ An
- 2012 : Đà Nẵng Club
- 2013 : T&T Hanoi
- 2014 : Becamex Bình Dương FC
- 2015 : Becamex Bình Dương FC
- 2016 : T&T Hanoi
- 2017 : QNK Quảng Nam
- 2018 : T&T Hanoi
- 2019 : T&T Hanoi
- 2020 : Viettel FC
- 2021 : championnat abandonné
- 2022 : Hanoi Football Club
- 2023 : Hanoï Police FC
- 2023-2024 : Thep Xanh Nam Dinh
- 2024-2025 : Thep Xanh Nam Dinh

## Bilan
- 6 titres : Hanoi Football Club
- 5 titres : Câu Lac Bô Quân Dôi
- 4 titres : Cang Sai Gon
- 3 titres : Sông Lam Nghệ An, Thep Xanh Nam Dinh
- 2 titres : FC Đồng Tháp, Hoàng Anh Gia Lai, Gạch Đồng Tâm Long An, Binh Duong FC, Đà Nẵng Club, Becamex Bình Dương FC , Hanoï Police FC[10]
- 1 titre : Tông Cuc Düòng Sát, Hai Quan, Công Nhân Quãng Nam Dà Nãng, Công An Thành Phô Hô Chí Minh, QNK Quảng Nam